# Al-Chwarizmi
Chwarizmi, arabisch al-Chwarizmi, kurz für Abu Dschaʿfar Muhammad ibn Musa al-Chwārizmī (arabisch أبو جعفر محمد بن موسى الخوارزمی, DMG Abū Ǧaʿfar Muḥammad bin Mūsā al-Ḫwārizmī, auch Chārazmī, persisch خوارزمى, DMG Ḫwārazmī), latinisiert Algorismi (geboren um 780; gestorben zwischen 835 und 850), war ein choresmischer Universalgelehrter, Mathematiker, Astronom  und Geograph während der abbasidischen Blütezeit im Frühmittelalter. Er stammte aus dem zentralasiatischen Choresmien. Einen großen Teil seines Lebens verbrachte er jedoch in Bagdad und wirkte dort im „Haus der Weisheit“, der berühmten Hochschule von Bagdad. Von seinem Namen leitet sich der Begriff Algorithmus ab.
Chwarizmi, der vor allem als einer der Begründer der Algebra bekannt ist, gilt als einer der bedeutendsten Mathematiker. Auch leistete er bedeutende Beiträge als Geograph, Astronom und Kartograph, dies auch durch Übersetzungen aus dem Sanskrit und dem Griechischen.

## Leben
Das Geburts- und Todesjahr al-Chwarizmis sind nicht genau bekannt, doch der Bibliothekar Ibn an-Nadim schreibt über ihn, dass „er choresmischer Herkunft“ war. Er hat den größten Teil seines Lebens in Bagdad, der Hauptstadt der Abbasiden-Kalifen, verbracht. Sein hauptsächliches Wirken fiel in die Jahre 813 bis 833. Er war Mitglied im „Haus der Weisheit“ (arabisch دار الحكمة, DMG Dār al-ḥikma ‚Stätte der Weisheit‘) des Kalifen al-Maʾmūn und verfasste alle seine Werke in arabischer Sprache. Als einziger schreibt ihm der Historiker at-Tabarī zusätzlich die Nisba „al-Madschūsi“ (arabisch المجوسي, DMG al-maǧūsī ‚der Magier‘) zu. Daraus wird von einigen gefolgert, er sei Zoroastrier gewesen, was zu der Zeit für einen Mann iranischer Herkunft immer noch möglich war. Allerdings deutet das Vorwort zu seinem Meisterwerk Algebra an, dass er ein orthodoxer Muslim war, und so kann at-Tabaris Anmerkung nicht viel mehr bedeuten, als dass al-Chwarizmis Vorfahren, oder vielleicht er selbst in seiner Jugend, Zoroastrier waren.
Die ersten lateinischen Übersetzungen seiner Algebra wurden in Spanien durch Robert von Chester (1145) und unabhängig etwas später von Gerhard von Cremona angefertigt. So beeinflusste er etwa den italienischen Mathematiker Leonardo Fibonacci  (ca. 1170–1240).

## Werke

### Mathematik

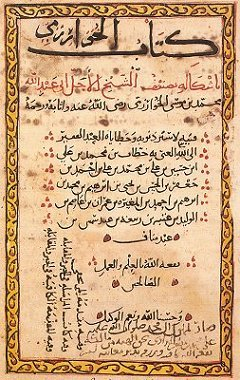
Eine Seite aus al-Chwarizmis al-Kitāb al-muḫtaṣar fī ḥisāb al-ğabr wa-ʾl-muqābala

In seinem Buch über die Indische Zahlschrift (um 825) – die arabische Urfassung dieses Buches ist verlorengegangen, es blieb nur in einer lateinischen Übersetzung mit dem Titel De numero Indorum erhalten – stellte al-Chwarizmi die Arbeit mit Dezimalzahlen vor und führte die Ziffer Null (arabisch صفر, DMG sifr) aus dem indischen in das arabische Zahlensystem und damit in alle modernen Zahlensysteme ein. Eine lateinische Ausgabe dieser Schrift trug den Titel Algoritmi de numero Indorum („Al-Chwarizmi über die indischen Zahlen“, Rom 1857). Daraus entstand später die Bezeichnung „Algorithmus“, mit der generell genau definierte Rechenverfahren gemeint sind. Die indische Zahlschrift und die Null waren den Arabern und spätantiken Gelehrten (Severus Sebokht) schon vorher durch Kontakte aus Indien bekannt, fanden aber durch al-Chwarizmi weite Verbreitung.
Im Jahr 830 schloss er die Arbeit an Hisab al-dschabr wa-l-muqabala (arabisch الكتاب المختصر في حساب الجبر والمقابلة, DMG al-kitāb al-muḫtaṣar fī ḥisāb al-ğabr wa-ʾl-muqābala ‚Das kurzgefasste Buch über die Rechenverfahren durch Ergänzen und Ausgleichen‘) ab. Es ist eine Zusammenstellung von Regeln und Beispielen. Sein – für die damalige Zeit ungewöhnliches – systematisch-logisches Vorgehen gab den Lösungsansätzen linearer und quadratischer Gleichungen eine völlig neue Richtung, nämlich der geometrischen Bearbeitung dieser Gleichungen, was zu einer neuen Form von Verständnis für diese Aufgabenklasse führte. Diese „bildhafte“ Darstellung mathematischer Probleme macht das Thema nicht nur greifbarer, sondern führt zu einer Art der Erkenntnisgewinnung, welche für „Laien“ weitaus nachvollziehbarer ist. Die Leistung besteht also auch darin, dass er damit ein sehr effizientes mathematisches „Werkzeug“ geschaffen hat. Das Buch wurde vom 12. Jahrhundert an mehrfach ins Lateinische übersetzt und dabei der Begriff „Algebra“ aus dem Titel dieses Werkes (arabisch الجبر, DMG al-ǧabr ‚der Zwang, die Macht‘) abgeleitet. Es hatte großen Einfluss auf die Mathematik im Vorderen Orient und dann auch auf die weitere Entwicklung im Westen.

### Astronomie
Al-Chwarizmis az-Zīdsch al-Sindhind (arabisch الزيج السندهند, DMG az-Zīǧ as-Sindhind ‚Astronomische Tabellen von Sindhind‘, kurz زيج, DMG Zīǧ) bestand aus ungefähr 37 Kapiteln, in denen er astronomische und Kalenderberechnungen beschrieb. Es enthielt 116 Berechnungstabellen, unter denen sich auch eine Tabelle mit Werten der Sinus-Funktion befand. Das Wissen, das al-Chwarizmi in dem Buch Zīdsch al-Sindhind niederschrieb, übernahm er zum großen Teil von indischen Astronomen, worauf der Titel Zīdsch al-Sindhind verweist (Sindhind stammt vom Sanskrit Siddhanta für „Lehrbuch oder Abhandlung“ und Zīdsch ist der in der islamischen Welt gebräuchliche arabische Name für ein astronomisches Lehr- und Tafelwerk). Das Buch Zīdsch al-Sindhind stellte einen enormen Wissensgewinn für die arabischen Astronomen dar.
Al-Chwarizmi verfasste das Buch Zīdsch vor dem Jahr 828. Die originale Handschrift ist verloren gegangen. Überliefert wurde eine um das Jahr 1000 entstandene Version des spanischen Astronomen Maslama al-Madschriti in lateinischer Übersetzung von Adelard von Bath. Adelard wiederum baute auf Übersetzungen seines Lehrers Petrus Alfonsi auf. Die vier erhaltenen Manuskripte dieser Fassung werden in der Bibliothèque publique in Chartres, der Bibliothèque Mazarine in Paris, der spanischen Nationalbibliothek und der Bodleian Library in Oxford aufbewahrt.
Aufgrund der schlechten Überlieferung ist nicht sichergestellt, ob al-Chwarizmi nicht zwei verschiedene Bücher unter dem Titel Zīdsch verfasst hat.

### Geografie
Ein weiteres Hauptwerk von al-Chwarizmi ist das Buch über das Bild der Erde (arabisch كتاب صورة الأرض, DMG Kitāb ṣūrat al-arḍ), das er im Jahr 833 beendete. Es handelt sich um eine überarbeitete und erweiterte Fassung der Geografie des Ptolemäus, die eine Liste von 2402 Koordinaten von Städten und anderen geografischen Orten enthält. Es existiert nur eine erhaltene Kopie des Werkes in der Bibliothèque nationale et universitaire de Strasbourg; ediert wurde es von Hans von Mžik (Leipzig 1926).

### Weitere Publikationen
Al-Chwarizmi beschäftigte sich auch mit dem Jüdischen Kalender (arabisch استخراج تاريخ اليهود Istichradsch Tarich al-Yahud, DMG Istiḫrāǧ tārīḫ al-yahūd ‚Erstellung der Chronik der Juden‘), Kalendern allgemein (arabisch كتاب التاريخ, DMG Kitāb at-tārīḫ ‚Buch der Chronik‘) und Sonnenuhren. Die von ihm erstellten trigonometrischen Tabellen hatten großen Einfluss auf die Entwicklung der westlichen Mathematik.

## Ehrungen

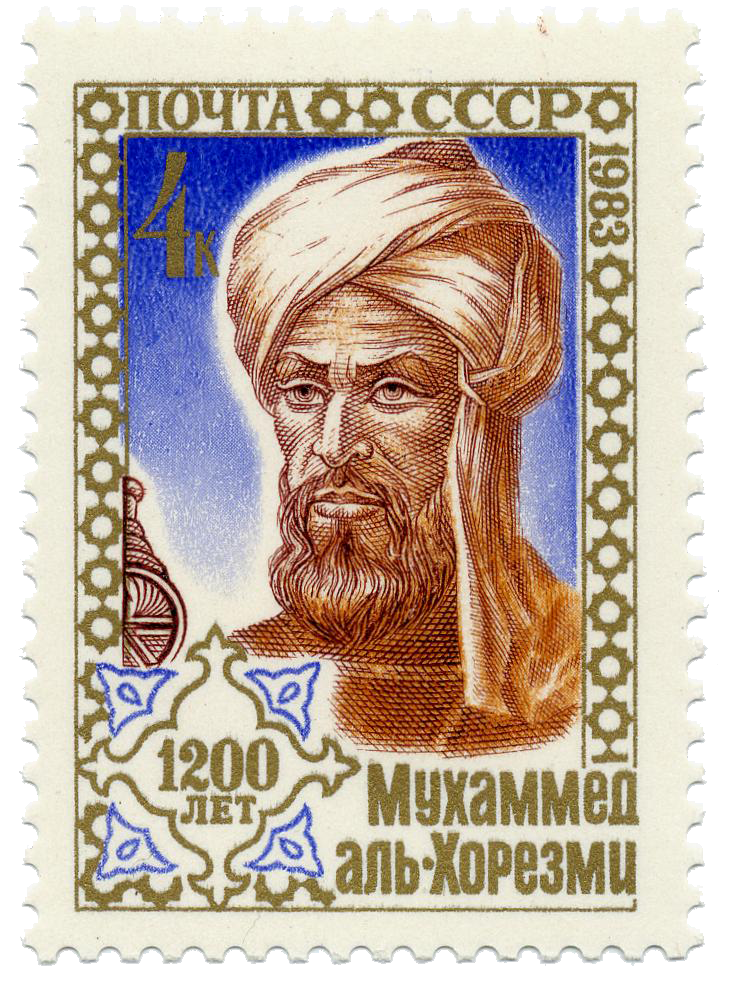
al-Chwarizmi auf einer sowjetischen Briefmarke anlässlich seines 1200. Geburtstags.

In der Sowjetunion wurde 1983 eine Briefmarke mit seinem Bildnis herausgegeben. In Chiwa und Urganch (beide Usbekistan) wurde ihm zu Ehren ein Denkmal errichtet. In Tunesien trägt ein öffentliches Forschungsinstitut seinen Namen. Im Iran gibt es seit über 40 Jahren das „Festival Kharazmi“ (persisch جشنوارهٔ خوارزمى Dschaschnware-ye Charazmi, DMG Ǧašnwāre-ye Ḫwārazmī), in dem Preise für erfinderische Forschungen an Jugendliche vergeben werden. Auf der Mondrückseite ist ein Krater nach al-Chwarizmi benannt. Ein Asteroid wurde 2015 nach ihm benannt: (13498) Al Chwarizmi.